# Automatic but Static
Automatic but Static è il primo album dei Yuppie Flu, pubblicato dalla Vurt Recordz nel 1997.

## Tracce
1. Nephology – 3:33
2. No Air in the Mir – 4:08
3. Misunderstanding – 3:26
4. My Plug – 3:58
5. Elemental – 3:40
6. Splinter – 3:31
7. Graceful Dead – 5:27
8. Shuttle Song – 2:51
9. Turnip Soup – 1:05
10. Circuits Rainbow – 4:41
11. Rune Staff – 3:30
12. Laser Fromo a Log – 5:02
13. Digital Girl – 3:34
14. Remote Viewer – 2:19
15. Cheap as Bread – 3:22
16. Old New? – 3:02
17. Yup-flux – 1:23